# Frank M. Rinderknecht
Frank Markus Rinderknecht (* 24. November 1955 in Zürich) ist ein Schweizer Automobildesigner und Gründer des Unternehmens Rinspeed AG.

## Leben
Rinderknecht ging auf ein naturwissenschaftliches Gymnasium in Zürich und schloss dort im Jahr 1975 mit Matura C ab. Nach einem Auslandsaufenthalt in Los Angeles in den Jahren 1975 und 1976 begann er sein Maschinenbaustudium an der ETH in Zürich. Neben dem Studium begann er im Jahr 1977 den Import von Sonnendächern aus den Vereinigten Staaten und die Herstellung von Fahrzeugen für Menschen mit Behinderungen.
Im Jahr 1979 gründete er die Rinspeed AG, welche neue Mobilitätskonzepte und Antriebe fördert. Durch ihre Konzeptfahrzeuge, die jährlich an der CES in Las Vegas und auf dem Genfer Automobilsalon vorgestellt werden, hat die Rinspeed AG internationale Bekanntheit erlangt.